# UBASIC
UBASIC（ゆーべーしっく）は立教大学理学部教授木田祐司が開発したBASICインタプリタである。
MS-DOS（Windows DOSプロンプト）上で動作するフリーウェアで、基本的には一般的なBASICと同様であるが、整数、実数、文字列に加えて、有理数や複素数、1変数の多項式を扱うことができる。2600桁程度の大きな整数演算ができ、素数判定、素因数分解、多項式の因数分解などへの応用が可能である。サブルーチン中でローカル変数を使用できるので、40重までという制約はあるが、再帰呼出しも可能である。
DOS/V版と英語DOS版は2015年現在も下記のリンクからダウンロードできるが、PC-9801版やCGA互換機用の版などは既に入手困難となっている。